# Aulonemia fulgor
Aulonemia fulgor är en gräsart som beskrevs av Thomas Robert Soderstrom. Aulonemia fulgor ingår i släktet Aulonemia och familjen gräs. Inga underarter finns listade i Catalogue of Life.